# Stanie Zoi
Stanie Zoi (ros. Stojanije Zoi lub Zoino stojanije) – radziecka legenda miejska opowiadająca o skamienieniu młodej dziewczyny imieniem Zoja, której zaraniem były pogłoski oraz publikacje prasowe, jakie ukazały się w lokalnej prasie miasta Kujbyszew (ob. Samara) w styczniu 1956 roku.

## Treść legendy
31 grudnia 1955 roku w domu nr 84 przy ulicy Czkałowa w Kujbyszewie, podczas zabawy sylwestrowej, jedna z zaproszonych przez gospodarza dziewcząt, 18-letnia Zoja Karnauchowa, oczekując na przybycie jej spóźniającego się chłopaka imieniem Mikołaj, zdjęła wiszącą na ścianie ikonę św. Mikołaja i przyciskając ją do piersi zaczęła z nią tańczyć. Miała przy tym powiedzieć: „Skoro nie ma mojego Mikołaja, będę tańczyć z Mikołajem Cudotwórcą”. Powstrzymywana przez swoich współtowarzyszy, odpowiedziała: „Jeśli Bóg jest, niech mnie ukarze”. Po wykonaniu zaledwie jednego kręgu z ikoną w całym domu zgasło światło (według niektórych świadków poprzedzone uderzeniem gromu), a sama dziewczyna znieruchomiała. Nikt nie mógł jej poruszyć, a trzymanej przez nią ikony nie dawało się wyjąć z jej rąk. Nie przejawiała żadnych oznak życia, chociaż jej serce wciąż biło. Wezwane na miejsce milicja i pogotowie nie mogło nic zrobić – np. jakiekolwiek próby iniekcji kończyły się łamaniem igieł. Milicja próbowała usunąć „skamieniałą” wykuwając ją wraz z fragmentem drewnianej podłogi, jednak wezwany na miejsce cieśla był bezradny, ponieważ narzędzia, jakimi dysponował, okazały się nie wystarczające dla naruszenia skamieniałych desek wokół zastygniętej, a jeden z milicjantów próbując „wydziabać” skamieniałą za pomocą siekiery został zbryzgany krwią, jaka z niej wytrysnęła.
Wieść o rzekomym wydarzeniu, dzięki bliskim i znajomym lekarzy i milicjantów wezwanych na miejsce, szybko obiegła miasto. Milicja szerokim kordonem konnych i pieszych funkcjonariuszy odgrodziła dom wraz z sąsiadującymi ulicami od ciekawskich, wstrzymując na pół roku jakikolwiek ruch pieszy i samochodowy w kilku kwartałach. Na miejsce zdarzenia sprowadzono uczonych i duchownych z samej Moskwy, jednak nikt z nich nie mógł nic poradzić. W przeddzień Nowego roku wg kalendarza juliańskiego (13 stycznia 1956) na miejsce zdarzenia dopuszczony został proboszcz miejscowej cerkwi świętych Piotra i Pawła Serafim Połza, który wyjął ikonę z rąk skamieniałej dziewczyny i przepowiedział, że poruszy się ona dopiero w Wielkanoc. Tak też się stało – po 128 dniach skamienienia, w Wielkanoc 1956 Zoja poruszyła się. Według jednych dziewczyna zmarła trzy dni później, według innych została mniszką jednego z odległych monastyrów. Istnieje również wersja, że długie lata spędziła w zamkniętym zakładzie psychiatrycznym, a po wypuszczeniu osiadła pod zmienionym nazwiskiem w Kijowie pod opieką rodziny.

## Próby weryfikacji
Pierwsza oficjalna informacja na temat rzekomego zdarzenia pochodzi z lokalnego periodyku pt. Wołżskaja kommuna ze stycznia 1956 roku wydawanego w Kujbyszewie (ob. Samara). Felieton pod znamiennym tytułem Dikij słuczaj (Dziwaczny wypadek) został opublikowany w związku ze zwołaniem w trybie nagłym, z powodu rozruchów religijnych w mieście, konferencji partyjnej. Przez następne 50 lat cała sprawa była przedmiotem powtarzanej z ust do ust mistycznej opowieści oraz tematem religijnych, samizdatowych ulotek i broszur, stała się znana w Rosji, a następnie w całym ZSRR.
Po roku 2000 stała się przedmiotem dociekań kilku czołowych periodyków rosyjskich – Komsomolska prawda, Moskowskij komsomolec, Argumienty i fakty. Ich dziennikarze ustalili m.in., że cała historia była wymysłem niejakiej Kławdii Bołonkinej, właścicielki wspomnianego domu. Według naocznych świadków danego wieczoru taniec z ikoną rzeczywiście miał miejsce w wykonaniu dziewczyny. Przechodząca ulicą staruszka – była mniszka – widząc to przez okno, miała rzec: „Za taki grzech będziesz słupem soli!”. Bołonkina, która to słyszała, rozpuściła po całym mieście plotkę, że rzeczywiście tak się stało. Na miejsce zdarzenia zaczęli przybywać ciekawscy gapie, co lokalne władze uznały za rozruchy religijne. W związku z rozszerzającymi się po mieście pogłoskami o rzekomym cudzie na miejsce zdarzenia przybyło KGB i milicja, co jeszcze spotęgowało falę ciekawskich i uwiarygodniło plotkę. Funkcjonariusze organów bezpieczeństwa (KGB i milicja) od wszystkich osób mających jakikolwiek związek ze sprawą zebrali pisemne oświadczenia, że nic nie widzieli i nie słyszeli. Uczestnicy feralnego przyjęcia zostali później rozesłani na podstawie komsomolskich urzędowych nakazów pracy i nauki do odległych zakątków ZSRR.
Po latach dziennikarzom wspomnianych gazet trudno już było ustalić, co naprawdę wydarzyło się w domu nr 84 przy ulicy Czkałowa na przełomie roku 1955 i 1956. Pytani świadkowie wydarzenia, pomijając już kwestię, czy rzekomi, czy prawdziwi, podawali różne wersje całego zdarzenia, a nawet zupełnie rozbieżne daty i okoliczności (kwestionowali nawet informację o obecności milicji i KGB na miejscu zdarzenia). Nazwisko Zoi Karnauchowej miało w całej tej historii paść zupełnie przypadkowo, zapewne przez zbieżność imion jej chłopaka z wizerunkiem świętego, jednak przezwisko „Kamienna Zoja” przylgnęło do niej na długo. Podobno do dzisiejszego dnia rodzice w Samarze napominają swoje dzieci – „bądź grzeczny, albo skamieniejesz”.

## Punkt widzenia Cerkwi prawosławnej
Rosyjska Cerkiew prawosławna nie kwestionuje autentyczności wydarzeń znanych jako „Stanie Zoi” i uważa je za cud („Зоиноe стояниe”), a ikony przedstawiające go można napotkać w cerkwiach południowoeuropejskiej Rosji. Dom przy ulicy Czkałowa po upadku ZSRR przez wiele lat był obiektem nie tylko pielgrzymek z całej Rosji, ale również prawosławnych nabożeństw, odprawianych na jego podwórku lub ulicy. W maju 2012 roku przy ulicy Czkałowa obok domu pod nr 84 przy udziale lokalnych dostojników prawosławnych (metropolity samarskiego Sergiusza) został oficjalnie odsłonięty pomnik-kapliczka św. Mikołaja Cudotwórcy autorstwa samarskich artystów Aleksandra i Nikołaja Kuklewych (ojciec i syn) z okolicznościową inskrypcją.
Ponadstuletni, drewniany dom przy ulicy Czkałowa nr 84 stał do 2014 roku i był przedmiotem pielgrzymek zarówno prawosławnych wiernych, jak i ciekawskich z kraju i z zagranicy. Spłonął doszczętnie w maju 2014, a niektóre media podawały wersję o podpaleniu.

## Wpływy kulturowe
Wydarzenia, prawdziwe lub nie, jakie rozegrały się 31 grudnia 1955 roku w Kujbyszewie w domu nr 84 przy ul. Czkałowa stały się w postaci tzw. legendy miejskiej i cudu trwałym elementem kultury masowej i religijnej ZSRR, a następnie Federacji Rosyjskiej. W 2009 powstał film fabularny w reż. Aleksandra Proszkina, przedstawiający legendarną wersję wydarzeń.